# Calamaria bicolor
Calamaria bicolor är en ormart som beskrevs av Duméril, Bibron och Duméril 1854. Calamaria bicolor ingår i släktet Calamaria och familjen snokar. IUCN kategoriserar arten globalt som livskraftig. Inga underarter finns listade.
Arten förekommer på Borneo och kanske på andra indonesiska öar i samma region. Honor lägger ägg.